# 北生振
北生振（きたおやふる）は北海道石狩市にある地名。石狩川右岸（東岸）に広がる農村地帯である。
かつては石狩川対岸の生振地区と地続きだったが、河道をショートカットする生振捷水路の完成によって分断された。

## 歴史
1885年（明治18年）4月、山口県団体20戸106人が入植したことで開拓が始まる。彼らの入植先は、21世紀初頭現在での石狩河口橋上流の川縁付近だが、当時の土地の大半は石狩川の流れに削られてほとんど現存していない。開拓者たちも土地が水害にさらされる危険性を察知したらしく、同年6月には14戸が東にある高台の高岡地区に再移住してしまった。結局その場に残留したのは6戸であったため、一帯の通称も六戸となった。
開拓当初にはまだ「北生振」という地名はなく、1902年（明治35年）の二級町村制施行により生振村が近隣10町と合併して石狩町となったときか、1907年（明治40年）の一級町村制施行時のどちらかに成立したものと考えられる。1917年（大正6年）発行の『石狩管内略図』は一級町村制施行時の石狩町内を12部に分けて描いており、その中に「北生振部」があることから、遅くとも1907年（明治40年）には「北生振」という名称が使われていたことがわかる。
前述のとおり開拓初年度から入植者の半数も残らなかった北生振であるが、その後に新潟県からの移住者を迎えるなどして、徐々に人口を増やしていった。1901年（明治34年）ころには40戸ほど、大正初期には80戸以上が居を構えていたといわれる。しかし北生振の土地は、縄文海進の後に湿地化して形成された高位泥炭が最大で3メートル近くも層をなすという、石狩市域で最も厚い泥炭地である。開拓は困難を極め、『清野孫市一代記』に記された大正時代の様子では、5年の間に戸数が半減し、残った者も借金に追われる暮らしだった。
1918年（大正7年）、生振捷水路の工事が始まる。住民たちは土砂運搬の出面で現金収入を得て、生活を支えたという。水路が完成したのは1931年（昭和6年）のことである。
太平洋戦争終結後、食料を増産する必要が生じたことから、石狩では全町を挙げて造田が行われた。北生振では1948年（昭和23年）2月、普通であれば工事など行わない積雪期に造田事業が開始され、約54ヘクタールを開田。さらに1952年（昭和27年）から1955年（昭和30年）にかけて、およそ631ヘクタールが造田された。他の地区ではやがて住宅団地の造成や石狩湾新港開発事業によって水田が姿を消していくことになるが、生振と北生振は平成年間に入っても水田地帯であり続けた。

## 観音講
北生振では毎年3月17日になると、地域初の助産師（産婆）であった佐々木トメを偲び、また子育てを守護する観音菩薩を祀る「観音講」が開かれる。地域の女性が交代で当番になって寄附を集め、買い物や料理を行うことから、別名を女の祭りという。一般的な観音講は観音菩薩を中心とする宗教組織だが、北生振の観音講は宗教色が薄く、代表者や組織もない。春の農作業前に女性だけが催す、ささやかな集いといった趣がある。
観音講の始まりについて正確なところは不明だが、「佐々木トメ老婆紀念碑」が建立された1911年（明治44年）11月以降のことと思われ、翌1912年（明治45年）3月17日が初回だったと推測される。当初の会場は、生振北8線北47番地に所在した発泉小学校だったと伝えられている。そこではトメが産科術の知識を教えるとともに、子供の健やかな成長を観音に祈る、女性だけの茶話会が催されていた。また、祭りの日には子供たちに菓子が配られたという証言がある。そしてトメが死没した1923年（大正12年）以降には、彼女を供養するという意味合いが加わったと想像される。
発泉小学校は石狩東小学校に統合されて現存していないが、21世紀初頭の観音講は北生振ふれあい研修センターを会場として継続している。また、昭和前半までの記録を欠いているため古い時代の観音講について知ることができない中、同センターには1959年（昭和34年）以降の講にまつわる寄附帳が残されており、当時の活動の詳細を伝える資料となっている。